# Municipio de Fredonia (Míchigan)
El municipio de Fredonia (en inglés: Fredonia Township) es un municipio ubicado en el condado de Calhoun en el estado estadounidense de Míchigan. En el año 2010 tenía una población de 1626 habitantes y una densidad poblacional de 18,02 personas por km².

## Geografía
El municipio de Fredonia se encuentra ubicado en las coordenadas 42°11′55″N 85°0′33″O / 42.19861, -85.00917. Según la Oficina del Censo de los Estados Unidos, el municipio tiene una superficie total de 90.25 km², de la cual 88,1 km² corresponden a tierra firme y (2,38 %) 2,15 km² es agua.

## Demografía
Según el censo de 2010, había 1626 personas residiendo en el municipio de Fredonia. La densidad de población era de 18,02 hab./km². De los 1626 habitantes, el municipio de Fredonia estaba compuesto por el 97,6 % blancos, el 0,62 % eran amerindios, el 0,43 % eran asiáticos, el 0,31 % eran de otras razas y el 1,05 % eran de una mezcla de razas. Del total de la población el 1,48 % eran hispanos o latinos de cualquier raza.